# Jeter Thompson
Jeter Jerald Bell Thompson (* 16. März 1930 in St. Louis; † 1. Dezember 2017) war ein US-amerikanischer Jazzmusiker (Piano, Keyboard, Komposition, Arrangement), der vor allem in der Musikszene von St. Louis aktiv war.

## Leben und Wirken
Thompson begann mit fünf Jahren Klavier zu spielen; erste professionelle Erfahrungen sammelte er 1946 bei Auftritten mit dem Saxophonisten Emmett Carter im Jazzclub Coconut Grove. Er besuchte die Sumner High School, anschließend das Stowe College. Danach leistete er seinen Militärdienst bei der U.S. Air Force in Korea ab. Nach seiner Rückkehr 1954 spielte Thompson auf lokaler Ebene; 1959 gründete er das Quartette Trés Bien, dem der Bassist Richard Simmons, der Schlagzeuger Albert St. James und der Perkussionist Percy James angehörten. Ein erstes Album entstand 1962 für das Label Norman von Norman Wienstroer. Die Gruppe trat erfolgreich in St. Louis im Vergnügungsviertel Gaslight Square auf und war Hausband im Nachtclub The Dark Side, in dem 1962 eine Filmsequenz entstand, im Filmdrama Route 66 war die Band zu sehen. Ab 1963 trat Thompson mit seinen Bandkollegen im Trés Bien Club auf. Nach zwei weiteren Alben für Norman, Boss Trés Bien und Kilimanjaro (1964), nahm Thompsons Quartett in New York für Decca Records auf; in der Folge entstanden bis 1967 acht Alben, stilistisch zwischen Modern Jazz, Easy Listening und Exotica. Des Weiteren tourte Thompson und das Quartette Trés Bien mit dem Stand-up-Komiker Dick Gregory, mit dem sie u. a. auch im Apollo Theater in Harlem auftraten; außerdem im Vorprogramm von Thelonious Monk im It Club in Los Angeles.
In den 1960er-Jahren trat Thompson auch im Plugged Nickel in Chicago, in Baker’s Keyboard Lounge in Detroit, in Crawford’s Grill in Pittsburgh und im Lighthouse Cafe in Hermosa Beach, Kalifornien auf, ferner in St. Louis mit Sarah Vaughan. 1973, mit dem Niedergang des Gaslight Square und dem Schließen vieler Jazzclubs, löste sich das Quartette Tres Bien auf; Thompson arbeitete in den folgenden Jahren hauptberuflich als Kartograf für die U.S. Defense Mapping Agency und als Immobilienmakler; daneben spielte er im Trio Tres Bien, das er mit seinen Brüdern, dem Bassisten Harold Thompson und dem Schlagzeuger Howard Thompson, bildete. Sie traten in lokalen Clubs und Veranstaltungen auf; 2004 legten sie das Album Coming Together vor. 2014 wurde das Trio Trés Bien vom Wolfe Jazz Institute der Harris-Stowe State University in die St. Louis Jazz Hall of Fame aufgenommen. Im Bereich des Jazz war er zwischen 1962 und 2005 an 22 Aufnahmesessions beteiligt.